# 카쿠마 아이
카쿠마 아이(일본어: 加隈 亜衣 かくま あい[*], 1988년 9월 9일 ~ )는 일본의 성우이다. 후쿠오카현 출신. 마우스 프로모션 소속.

## 출연 작품

### 극장판
- 2023년 극장판 프리큐어 올스타즈 F - 큐어 프리즘